# Coupe du monde masculine de hockey en salle 2023
Navigation
Berlin 2018 Poreč 2025
La Coupe du monde masculine de hockey en salle 2023 sera la sixième édition de la Coupe du monde masculine de hockey en salle et se joue du 5 au 11 février 2022 à Pretoria, en Afrique du Sud.

## Équipes qualifiées
Toutes les équipes qualifiées pour l'édition 2022 annulée du tournoi étaient éligibles pour participer à l'édition 2023.
| Événement             | Dates                | Lieu        | Quotas | Qualifiés                                           |
| --------------------- | -------------------- | ----------- | ------ | --------------------------------------------------- |
| Pays hôte             | 16 juillet 2022      | NC          | 1      | Afrique du Sud (11)                                 |
| Coupe d'Asie 2019     | 15 - 21 juillet 2019 | Chonburi    | 2      | Iran (3) Kazakhstan (13)                            |
| Euro 2020             | 17 - 19 janvier 2020 | Berlin      | 4      | Autriche (1) Tchéquie (5) Pays-Bas (7) Belgique (8) |
| Coupe d'Afrique 2021  | 16 - 18 avril 2021   | Durban      | 1      | Namibie (16)                                        |
| Coupe d'Amérique 2021 | 25 - 27 juin 2021    | Spring City | 2      | États-Unis (18) Argentine (19)                      |
| Invitation            | 9 août 2022          | NC          | 2      | Australie (10) Nouvelle-Zélande (-)                 |
| Total                 | Total                | Total       | 12     |                                                     |

## Premier tour
Le calendrier a été publié le 17 octobre 2022.
Toutes les heures correspondent à l'heure normale d'Afrique du Sud (UTC+2).

### Critères de départage
En cas d'égalité de points de plusieurs équipes à l'issue des matchs de poule, les critères suivants sont appliqués dans l'ordre indiqué pour établir leur classement:
1. Points,
2. Matchs gagnés,
3. Différence de buts,
4. Buts pour,
5. Plus grand nombre de points obtenus dans les matchs de poule disputés entre les équipes concernées,
6. Buts en plein jeu pour.

### Poule A
| Rang | Équipe           | J | V | N | D | BP | BC | Diff | Pts | Qualification    |
| ---- | ---------------- | - | - | - | - | -- | -- | ---- | --- | ---------------- |
| 1    | Autriche T       | 5 | 5 | 0 | 0 | 27 | 5  | +22  | 15  | Quarts de finale |
| 2    | Pays-Bas         | 5 | 4 | 0 | 1 | 36 | 7  | +29  | 12  | Quarts de finale |
| 3    | Belgique         | 5 | 3 | 0 | 2 | 20 | 16 | +4   | 9   | Quarts de finale |
| 4    | Namibie          | 5 | 1 | 1 | 3 | 12 | 19 | -7   | 4   | Quarts de finale |
| 5    | Kazakhstan       | 5 | 1 | 0 | 4 | 11 | 31 | -20  | 3   |                  |
| 6    | Nouvelle-Zélande | 5 | 0 | 1 | 4 | 7  | 35 | -28  | 1   |                  |

Source: FIH
| Match 4              | Pays-Bas                                                                | 7 - 1   | Namibie      |                                          |                                          |
| 5 février 2023 16h40 | Sweering 6e, 13e, 23e · Schut 26e · Troost 36e · Leijs 37e · Merkus 39e | (2 - 0) | 30e Barthram | Arbitrage : Sophie Bockelmann Adam Barry | Arbitrage : Sophie Bockelmann Adam Barry |
| 5 février 2023 16h40 | Rapport                                                                 |         |              | Arbitrage : Sophie Bockelmann Adam Barry | Arbitrage : Sophie Bockelmann Adam Barry |

| Match 5              | Autriche                                                                          | 7 - 1   | Nouvelle-Zélande |                                        |                                        |
| 5 février 2023 19h00 | Schmidt 1e · Unterkircher 3e, 12e, 32e · Eitenberger 7e · Fröhlich 17e · Frey 40e | (5 - 0) | 27e Woerkom      | Arbitrage : Ayden Shrives Sean Edwards | Arbitrage : Ayden Shrives Sean Edwards |
| 5 février 2023 19h00 | Rapport                                                                           |         |                  | Arbitrage : Ayden Shrives Sean Edwards | Arbitrage : Ayden Shrives Sean Edwards |

| Match 6              | Belgique                                                   | 7 - 1   | Kazakhstan  |                                               |                                               |
| 5 février 2023 21h20 | Simar 4e, 12e, 14e, 20e, 40e · Hermans 8e · G. Dykmans 20e | (6 - 1) | 15e Urmanov | Arbitrage : Narongtuch Subboonsong Lee Barron | Arbitrage : Narongtuch Subboonsong Lee Barron |
| 5 février 2023 21h20 | Rapport                                                    |         |             | Arbitrage : Narongtuch Subboonsong Lee Barron | Arbitrage : Narongtuch Subboonsong Lee Barron |

| Match 7              | Autriche                     | 2 - 0   | Namibie |                                      |                                      |
| 6 février 2023 08h30 | Unterkircher 9e · Binder 27e | (1 - 0) |         | Arbitrage : Adam Barry Emily Carroll | Arbitrage : Adam Barry Emily Carroll |
| 6 février 2023 08h30 | Rapport                      |         |         | Arbitrage : Adam Barry Emily Carroll | Arbitrage : Adam Barry Emily Carroll |

| Match 8              | Pays-Bas                                                                               | 9 - 1   | Kazakhstan |                                       |                                       |
| 6 février 2023 10h50 | Bakker 2e, 30e · Burkhardt 9e, 30e · Middendorp 26e · Schut 28e, 33e, 35e · Troost 29e | (2 - 1) | 5e Almen   | Arbitrage : Melina Illanes Lee Barron | Arbitrage : Melina Illanes Lee Barron |
| 6 février 2023 10h50 | Rapport                                                                                |         |            | Arbitrage : Melina Illanes Lee Barron | Arbitrage : Melina Illanes Lee Barron |

| Match 9              | Belgique                                                            | 7 - 2   | Nouvelle-Zélande          |                                               |                                               |
| 6 février 2023 13h10 | Simar 1e, 32e, 34e · Bigaré 13e · G. Dykmans 19e, 39e · Hermans 35e | (3 - 2) | 9e Coxon · 11e Houlbrooke | Arbitrage : Lukasz Zwierzchowski Andres Ortiz | Arbitrage : Lukasz Zwierzchowski Andres Ortiz |
| 6 février 2023 13h10 | Rapport                                                             |         |                           | Arbitrage : Lukasz Zwierzchowski Andres Ortiz | Arbitrage : Lukasz Zwierzchowski Andres Ortiz |

| Match 16             | Kazakhstan       | 2 - 6   | Namibie                                                         |                                          |                                          |
| 7 février 2023 16h40 | Urmanov 25e, 40e | (0 - 3) | 8e, 40e Hermanus · 14e D. Britz · 20e, 22e Barthram · 31e Cleak | Arbitrage : Andres Ortiz Rachel Williams | Arbitrage : Andres Ortiz Rachel Williams |
| 7 février 2023 16h40 | Rapport          |         |                                                                 | Arbitrage : Andres Ortiz Rachel Williams | Arbitrage : Andres Ortiz Rachel Williams |

| Match 17             | Autriche                                                | 5 - 1   | Belgique  |                                                |                                                |
| 7 février 2023 19h00 | Körper 4e, 19e · Eitenberger 6e · Unterkircher 33e, 38e | (3 - 1) | 13e Simar | Arbitrage : Ayden Shrives Lukasz Zwierzchowski | Arbitrage : Ayden Shrives Lukasz Zwierzchowski |
| 7 février 2023 19h00 | Rapport                                                 |         |           | Arbitrage : Ayden Shrives Lukasz Zwierzchowski | Arbitrage : Ayden Shrives Lukasz Zwierzchowski |

| Match 18             | Pays-Bas | 12 - 0  | Nouvelle-Zélande |                                       |                                       |
| 7 février 2023 21h20 | Rohof 10e · Burkhardt 15e, 33e, 34e, 40e · Troost 18e, 36e · Leijs 20e · Sweering 21e · Schut 30e · Bakker 32e, 37e | (4 - 0) |                  | Arbitrage : Adam Barry Melina Illanes | Arbitrage : Adam Barry Melina Illanes |
| 7 février 2023 21h20 | Rapport |         |                  | Arbitrage : Adam Barry Melina Illanes | Arbitrage : Adam Barry Melina Illanes |

| Match 19             | Belgique                           | 4 - 1   | Namibie      |                                        |                                        |
| 8 février 2023 09h40 | Simar 3e, 4e, 34e · G. Dykmans 29e | (2 - 1) | 20e Barthram | Arbitrage : Emily Carroll Diego Barbas | Arbitrage : Emily Carroll Diego Barbas |
| 8 février 2023 09h40 | Rapport                            |         |              | Arbitrage : Emily Carroll Diego Barbas | Arbitrage : Emily Carroll Diego Barbas |

| Match 20             | Kazakhstan                                                      | 5 - 0   | Nouvelle-Zélande |                                          |                                          |
| 8 février 2023 12h00 | Urmanov 4e, 10e · Almen 25e · Zhokenbayev 32e · Dyussebekov 38e | (2 - 0) |                  | Arbitrage : Ayden Shrives Melina Illanes | Arbitrage : Ayden Shrives Melina Illanes |
| 8 février 2023 12h00 | Rapport                                                         |         |                  | Arbitrage : Ayden Shrives Melina Illanes | Arbitrage : Ayden Shrives Melina Illanes |

| Match 21             | Autriche                  | 4 - 1   | Pays-Bas      |                                       |                                       |
| 8 février 2023 14h20 | Körper 10e, 23e, 30e, 33e | (1 - 0) | 36e Burkhardt | Arbitrage : Diego Barbas Sean Edwards | Arbitrage : Diego Barbas Sean Edwards |
| 8 février 2023 14h20 | Rapport                   |         |               | Arbitrage : Diego Barbas Sean Edwards | Arbitrage : Diego Barbas Sean Edwards |

| Match 28             | Pays-Bas                                                        | 7 - 1   | Belgique  |                                   |                                   |
| 9 février 2023 19h00 | Burkhardt 2e, 21e, 26e, 39e · Troost 6e · Schut 13e · Leijs 38e | (3 - 0) | 36e Simar | Arbitrage : Adam Barry Lee Barron | Arbitrage : Adam Barry Lee Barron |
| 9 février 2023 19h00 | Rapport                                                         |         |           | Arbitrage : Adam Barry Lee Barron | Arbitrage : Adam Barry Lee Barron |

| Match 29             | Autriche                                                                        | 9 - 2   | Kazakhstan                   |                                                    |                                                    |
| 9 février 2023 20h10 | Stanzl 5e · Losonci 9e · Unterkircher 10e, 25e, 30e · Körper 23e, 27e, 30e, 37e | (3 - 0) | 28e Duisengazy · 39e Urmanov | Arbitrage : Sophie Bockelmann Lukasz Zwierzchowski | Arbitrage : Sophie Bockelmann Lukasz Zwierzchowski |
| 9 février 2023 20h10 | Rapport                                                                         |         |                              | Arbitrage : Sophie Bockelmann Lukasz Zwierzchowski | Arbitrage : Sophie Bockelmann Lukasz Zwierzchowski |

| Match 30             | Namibie                                     | 4 - 4   | Nouvelle-Zélande                                        |                                                |                                                |
| 9 février 2023 21h20 | Finch 1e · Hermanus 8e, 17e · Neethling 13e | (4 - 3) | 17e Coxon · 20e, 37e Alexander-Parker · 20e Van Woerkom | Arbitrage : Céline Martin-Schmets Diego Barbas | Arbitrage : Céline Martin-Schmets Diego Barbas |
| 9 février 2023 21h20 | Rapport                                     |         |                                                         | Arbitrage : Céline Martin-Schmets Diego Barbas | Arbitrage : Céline Martin-Schmets Diego Barbas |

### Poule B
| Rang | Équipe           | J | V | N | D | BP | BC | Diff | Pts | Qualification    |
| ---- | ---------------- | - | - | - | - | -- | -- | ---- | --- | ---------------- |
| 1    | États-Unis       | 5 | 4 | 0 | 1 | 23 | 19 | +4   | 12  | Quarts de finale |
| 2    | Iran             | 5 | 2 | 2 | 1 | 30 | 24 | +6   | 8   | Quarts de finale |
| 3    | Afrique du Sud H | 5 | 2 | 2 | 1 | 23 | 21 | +2   | 8   | Quarts de finale |
| 4    | Argentine        | 5 | 2 | 1 | 2 | 20 | 21 | -1   | 7   | Quarts de finale |
| 5    | Tchéquie         | 5 | 0 | 3 | 2 | 22 | 27 | -5   | 3   |                  |
| 6    | Australie        | 5 | 0 | 2 | 3 | 14 | 20 | -6   | 2   |                  |

Source: FIH
| Match 1              | Afrique du Sud                   | 3 - 3   | Australie                                     |                                       |                                       |
| 5 février 2023 08h40 | M. Cassiem 7e, 16e · Eustice 36e | (2 - 1) | 20e B. Staines · 24e Sherren · 30e J. Staines | Arbitrage : Sean Edwards Andres Ortiz | Arbitrage : Sean Edwards Andres Ortiz |
| 5 février 2023 08h40 | Rapport                          |         |                                               | Arbitrage : Sean Edwards Andres Ortiz | Arbitrage : Sean Edwards Andres Ortiz |

| Match 2              | Iran                                            | 4 - 5   | Argentine                                                   |                                           |                                           |
| 5 février 2023 11h00 | Karimi 8e, 9e · Beiranvand 18e · Mirzakhani 29e | (3 - 1) | 13e, 32e Navarro · 23e Ceballos · 26e Eleicegui · 31e Ayala | Arbitrage : Ayden Shrives Rachel Williams | Arbitrage : Ayden Shrives Rachel Williams |
| 5 février 2023 11h00 | Rapport                                         |         |                                                             | Arbitrage : Ayden Shrives Rachel Williams | Arbitrage : Ayden Shrives Rachel Williams |

| Match 3              | Tchéquie                            | 3 - 4   | États-Unis                            |                                                        |                                                        |
| 5 février 2023 13h20 | Plochý 6e · Seemann 8e · Soukup 40e | (2 - 2) | 3e, 21e, 37e Leser · 14e A. Kaeppeler | Arbitrage : Lukasz Zwierzchowski Céline Martin-Schmets | Arbitrage : Lukasz Zwierzchowski Céline Martin-Schmets |
| 5 février 2023 13h20 | Rapport                             |         |                                       | Arbitrage : Lukasz Zwierzchowski Céline Martin-Schmets | Arbitrage : Lukasz Zwierzchowski Céline Martin-Schmets |

| Match 10             | Australie      | 1 - 3   | Argentine                      |                                     |                                     |
| 6 février 2023 14h30 | J. Staines 34e | (0 - 2) | 14e, 18e Eleicegui · 33e Ayala | Arbitrage : Lee Barron Sean Edwards | Arbitrage : Lee Barron Sean Edwards |
| 6 février 2023 14h30 | Rapport        |         |                                | Arbitrage : Lee Barron Sean Edwards | Arbitrage : Lee Barron Sean Edwards |

| Match 11             | Iran                                                                              | 8 - 3   | États-Unis                    |                                                |                                                |
| 6 février 2023 16h50 | Norouzzadeh 2e, (2x)40e · Beiranvand 3e · Nooranian 19e, 35e · Taherirad 29e, 39e | (3 - 1) | 20e, 27e Heldens · 23e Harris | Arbitrage : Céline Martin-Schmets Diego Barbas | Arbitrage : Céline Martin-Schmets Diego Barbas |
| 6 février 2023 16h50 | Rapport                                                                           |         |                               | Arbitrage : Céline Martin-Schmets Diego Barbas | Arbitrage : Céline Martin-Schmets Diego Barbas |

| Match 12             | Afrique du Sud                                                                 | 8 - 4   | Tchéquie                             |                                               |                                               |
| 6 février 2023 19h10 | D. Cassiem 3e · M. Cassiem 14e, 22e, 23e, 25e, 29e · Futcher 28e · Eustice 37e | (2 - 3) | 2e Toms · (2x)10e Plochý · 27e Hanus | Arbitrage : Sophie Bockelmann Rachel Williams | Arbitrage : Sophie Bockelmann Rachel Williams |
| 6 février 2023 19h10 | Rapport                                                                        |         |                                      | Arbitrage : Sophie Bockelmann Rachel Williams | Arbitrage : Sophie Bockelmann Rachel Williams |

| Match 13             | Iran                                                            | 6 - 4   | Australie                              |                                             |                                             |
| 7 février 2023 07h30 | Beiranvand 14e, 23e · Taherirad 16e · Norouzzadeh 21e, 31e, 38e | (3 - 1) | 11e, 32e, 39e Sherren · 27e B. Staines | Arbitrage : Lukasz Zwierzchowski Lee Barron | Arbitrage : Lukasz Zwierzchowski Lee Barron |
| 7 février 2023 07h30 | Rapport                                                         |         |                                        | Arbitrage : Lukasz Zwierzchowski Lee Barron | Arbitrage : Lukasz Zwierzchowski Lee Barron |

| Match 14             | Afrique du Sud             | 2 - 5   | États-Unis                                                  |                                        |                                        |
| 7 février 2023 11h00 | M. Cassiem 1e · Julius 12e | (2 - 3) | 1e, 6e Leser · 17e Kentwell · 33e A. Kaeppeler · 40e Harris | Arbitrage : Emily Carroll Andres Ortiz | Arbitrage : Emily Carroll Andres Ortiz |
| 7 février 2023 11h00 | Rapport                    |         |                                                             | Arbitrage : Emily Carroll Andres Ortiz | Arbitrage : Emily Carroll Andres Ortiz |

| Match 15             | Tchéquie                             | 3 - 3   | Argentine                                  |                                   |                                   |
| 7 février 2023 13h25 | Tomeš 14e · Plochý 28e · Trejbal 40e | (1 - 0) | 25e Navarro · 35e Rodríguez · 38e González | Arbitrage : Adam Barry Lee Barron | Arbitrage : Adam Barry Lee Barron |
| 7 février 2023 13h25 | Rapport                              |         |                                            | Arbitrage : Adam Barry Lee Barron | Arbitrage : Adam Barry Lee Barron |

| Match 22             | États-Unis                                                             | 7 - 4   | Argentine                                         |                                            |                                            |
| 8 février 2023 15h40 | A. Kaeppeler 13e, 30e, 36e · Heldens 27e · Leser 29e, 32e · Harris 38e | (1 - 1) | 15e, 35e González · 35e Rodríguez · 36e Eleicegui | Arbitrage : Sophie Bockelmann Andres Ortiz | Arbitrage : Sophie Bockelmann Andres Ortiz |
| 8 février 2023 15h40 | Rapport                                                                |         |                                                   | Arbitrage : Sophie Bockelmann Andres Ortiz | Arbitrage : Sophie Bockelmann Andres Ortiz |

| Match 23             | Afrique du Sud                           | 4 - 4   | Iran                                               |                                     |                                     |
| 8 février 2023 18h00 | M. Cassiem 1e, 29e, 37e · D. Cassiem 36e | (1 - 1) | 2e Mirzakhani · 26e, 40e Bahrami · 30e Norouzzadeh | Arbitrage : Adam Barry Sean Edwards | Arbitrage : Adam Barry Sean Edwards |
| 8 février 2023 18h00 | Rapport                                  |         |                                                    | Arbitrage : Adam Barry Sean Edwards | Arbitrage : Adam Barry Sean Edwards |

| Match 24             | Tchéquie                                  | 4 - 4   | Australie                          |                                                        |                                                        |
| 8 février 2023 20h20 | Tomeš 17e · Plochý 22e, 39e · Seemann 34e | (1 - 3) | 4e, 20e, 38e J. Staines · 14e Knee | Arbitrage : Lukasz Zwierzchowski Céline Martin-Schmets | Arbitrage : Lukasz Zwierzchowski Céline Martin-Schmets |
| 8 février 2023 20h20 | Rapport                                   |         |                                    | Arbitrage : Lukasz Zwierzchowski Céline Martin-Schmets | Arbitrage : Lukasz Zwierzchowski Céline Martin-Schmets |

| Match 25             | Afrique du Sud                                             | 6 - 5   | Argentine                                                      |                                     |                                     |
| 9 février 2023 08h40 | D. Cassiem 1e, 23e · M. Cassiem 5e, 40e · Futcher 18e, 26e | (3 - 3) | 9e Eleicegui · 16e Navarro · 20e, 36e Ceballos · 35e Rodríguez | Arbitrage : Adam Barry Sean Edwards | Arbitrage : Adam Barry Sean Edwards |
| 9 février 2023 08h40 | Rapport                                                    |         |                                                                | Arbitrage : Adam Barry Sean Edwards | Arbitrage : Adam Barry Sean Edwards |

| Match 26             | Australie                   | 2 - 4   | États-Unis                                       |                                      |                                      |
| 9 février 2023 11h00 | Czinner 8e · B. Staines 37e | (1 - 3) | 2e, 13e A. Kaeppeler · 15e Kentwell · 22e Harris | Arbitrage : Ayden Shrives Lee Barron | Arbitrage : Ayden Shrives Lee Barron |
| 9 février 2023 11h00 | Rapport                     |         |                                                  | Arbitrage : Ayden Shrives Lee Barron | Arbitrage : Ayden Shrives Lee Barron |

| Match 27             | Iran                                                                                              | 8 - 8   | Tchéquie                                                          |                                          |                                          |
| 9 février 2023 13h20 | Karimi 3e · Norouzzadeh 5e, 40e · Nooranian 8e, 28e · Bohlouli 29e · Bahrami 33e · Asnaashari 38e | (3 - 5) | 2e, 9e Plochý · 6e, 20e, 31e, 38e Procházka · 7e Toms · 25e Tomeš | Arbitrage : Diego Barbas Rachel Williams | Arbitrage : Diego Barbas Rachel Williams |
| 9 février 2023 13h20 | Rapport                                                                                           |         |                                                                   | Arbitrage : Diego Barbas Rachel Williams | Arbitrage : Diego Barbas Rachel Williams |

## Tableau final
|  | Quarts de finale | Quarts de finale |          |       | Demi-finales           | Demi-finales |  |  | Finale     | Finale |
|  | Quarts de finale | Quarts de finale |          |       | Demi-finales           | Demi-finales |  |  | Finale     | Finale |
|  |                  |                  |          |       |                        |              |  |  |            |        |
|  |                  |                  |          |       |                        |              |  |  |            |        |
|  |                  |                  |          |       |                        |              |  |  |            |        |
|  | Autriche         | 2                |          |       |                        |              |  |  |            |        |
|  | Autriche         | 2                |          |       |                        |              |  |  |            |        |
|  | Argentine        | 0                |          |       |                        |              |  |  |            |        |
|  | Argentine        | 0                | Autriche | 8     |                        |              |  |  |            |        |
|  |                  |                  | Autriche | 8     |                        |              |  |  |            |        |
|  |                  | Iran             | 3        |       |                        |              |  |  |            |        |
|  | Iran             | Iran             | 3        | 5 (6) |                        |              |  |  |            |        |
|  | Iran             |                  |          | 5 (6) |                        |              |  |  |            |        |
|  | Belgique         | 5 (5)            |          |       |                        |              |  |  |            |        |
|  | Belgique         | 5 (5)            | Autriche | 4 (3) |                        |              |  |  |            |        |
|  |                  |                  | Autriche | 4 (3) |                        |              |  |  |            |        |
|  |                  | Pays-Bas         | 4 (2)    |       |                        |              |  |  |            |        |
|  | Pays-Bas         | Pays-Bas         | 4 (2)    | 6     |                        |              |  |  |            |        |
|  | Pays-Bas         |                  |          | 6     |                        |              |  |  |            |        |
|  | Afrique du Sud   | 3                |          |       |                        |              |  |  |            |        |
|  | Afrique du Sud   | 3                | Pays-Bas | 7     |                        |              |  |  |            |        |
|  |                  |                  | Pays-Bas | 7     | Match pour la 3e place |              |  |  |            |        |
|  |                  | États-Unis       | 3        |       |                        |              |  |  |            |        |
|  | États-Unis       | États-Unis       | 3        | 3     |                        |              |  |  |            |        |
|  | États-Unis       |                  |          | 3     |                        |              |  |  |            |        |
|  | Namibie          | 2                |          | Iran  | 4 (3)                  |              |  |  |            |        |
|  | Namibie          | 2                |          | Iran  | 4 (3)                  |              |  |  |            |        |
|  |                  |                  |          |       |                        |              |  |  | États-Unis | 4 (2)  |
|  |                  |                  |          |       |                        |              |  |  | États-Unis | 4 (2)  |

### Quarts de finale
| Match 32              | Iran              | 5 - 5 | Belgique |                                      |                                      |
| 10 février 2023 10h30 |                   |       |          | Arbitrage : Ayden Shrives Adam Barry | Arbitrage : Ayden Shrives Adam Barry |
| 10 février 2023 10h30 | Rapport           |       |          | Arbitrage : Ayden Shrives Adam Barry | Arbitrage : Ayden Shrives Adam Barry |
| 10 février 2023 10h30 | Tirs au but 6 - 5 |       |          | Arbitrage : Ayden Shrives Adam Barry | Arbitrage : Ayden Shrives Adam Barry |

| Match 31              | Autriche | 2 - 0 | Argentine |                                          |                                          |
| 10 février 2023 13h30 |          |       |           | Arbitrage : Sean Edwards Rachel Williams | Arbitrage : Sean Edwards Rachel Williams |
| 10 février 2023 13h30 | Rapport  |       |           | Arbitrage : Sean Edwards Rachel Williams | Arbitrage : Sean Edwards Rachel Williams |

| Match 34              | États-Unis | 3 - 2 | Namibie |                                     |                                     |
| 10 février 2023 16h30 |            |       |         | Arbitrage : Diego Barbas Lee Barron | Arbitrage : Diego Barbas Lee Barron |
| 10 février 2023 16h30 | Rapport    |       |         | Arbitrage : Diego Barbas Lee Barron | Arbitrage : Diego Barbas Lee Barron |

| Match 33              | Pays-Bas | 6 - 3 | Afrique du Sud |                                            |                                            |
| 10 février 2023 19h30 |          |       |                | Arbitrage : Sophie Bockelmann Andres Ortiz | Arbitrage : Sophie Bockelmann Andres Ortiz |
| 10 février 2023 19h30 | Rapport  |       |                | Arbitrage : Sophie Bockelmann Andres Ortiz | Arbitrage : Sophie Bockelmann Andres Ortiz |

### Onzième et douzième place
| Match 35              | Nouvelle-Zélande | 2 - 7 | Australie |                                          |                                          |
| 11 février 2023 07h00 |                  |       |           | Arbitrage : Diego Barbas Rachel Williams | Arbitrage : Diego Barbas Rachel Williams |
| 11 février 2023 07h00 | Rapport          |       |           | Arbitrage : Diego Barbas Rachel Williams | Arbitrage : Diego Barbas Rachel Williams |

### Demi-finales
| Match 36              | Autriche   | 8 - 3 | Iran |             |             |
| 11 février 2023 08h30 |            |       |      | Arbitrage : | Arbitrage : |
| 11 février 2023 08h30 | [ Rapport] |       |      | Arbitrage : | Arbitrage : |

| Match 37              | Pays-Bas   | 7 - 3 | Etats-Unis |             |             |
| 11 février 2023 10h00 |            |       |            | Arbitrage : | Arbitrage : |
| 11 février 2023 10h00 | [ Rapport] |       |            | Arbitrage : | Arbitrage : |

### Neuvième et dixième place
| Match 38              | Tchéquie | 5 - 2 | Kazakhstan |             |             |
| 11 février 2023 14h30 |          |       |            | Arbitrage : | Arbitrage : |
| 11 février 2023 14h30 | Rapport  |       |            | Arbitrage : | Arbitrage : |

### Troisième et quatrième place
| Match 39              | Iran              | 4 - 4 | Etats-Unis |             |             |
| 11 février 2023 16h00 |                   |       |            | Arbitrage : | Arbitrage : |
| 11 février 2023 16h00 | [ Rapport]        |       |            | Arbitrage : | Arbitrage : |
| 11 février 2023 16h00 | Tirs au but 3 - 2 |       |            | Arbitrage : | Arbitrage : |

### Finale
| Match 40              | Autriche          | 4 - 4 | Pays-Bas |             |             |
| 11 février 2023 19h00 |                   |       |          | Arbitrage : | Arbitrage : |
| 11 février 2023 19h00 | [ Rapport]        |       |          | Arbitrage : | Arbitrage : |
| 11 février 2023 19h00 | Tirs au but 3 - 2 |       |          | Arbitrage : | Arbitrage : |

## Classement final
| Rang                      | Groupe | Équipe           | J | V | N | D | BP | BC | Diff | Pts |
| ------------------------- | ------ | ---------------- | - | - | - | - | -- | -- | ---- | --- |
| Médaille d'or, monde      | A      | Autriche T       | 5 | 5 | 0 | 0 | 27 | 5  | +22  | 15  |
| Médaille d'argent, monde  | A      | Pays-bas         | 5 | 4 | 0 | 1 | 36 | 7  | +29  | 12  |
| Médaille de bronze, monde | B      | Iran             | 5 | 2 | 2 | 1 | 30 | 24 | +6   | 8   |
| 4                         | B      | États-Unis       | 5 | 4 | 0 | 1 | 23 | 19 | +4   | 12  |
| 5                         | A      | Belgique         | 5 | 3 | 0 | 2 | 20 | 16 | +4   | 9   |
| 6                         | B      | Afrique du Sud H | 5 | 2 | 2 | 1 | 23 | 21 | +2   | 8   |
| 7                         | B      | Argentine        | 5 | 2 | 1 | 2 | 20 | 21 | -1   | 7   |
| 8                         | A      | Namibie          | 5 | 1 | 1 | 3 | 12 | 19 | -7   | 4   |
| 9                         | B      | Tchéquie         | 5 | 0 | 3 | 2 | 22 | 27 | -5   | 3   |
| 10                        | A      | Kazakhstan       | 5 | 1 | 0 | 4 | 11 | 31 | -20  | 3   |
| 11                        | B      | Australie        | 5 | 0 | 2 | 3 | 14 | 20 | -6   | 2   |
| 12                        | A      | Nouvelle-Zélande | 5 | 0 | 1 | 4 | 7  | 35 | -28  | 1   |